# Füles (film)
A Füles (eredeti cím: Scoop) 2006-ban bemutatott amerikai–brit romantikus bűnügyi filmvígjáték, melynek rendezője, forgatókönyvírója és főszereplője Woody Allen. További fontosabb szerepekben Hugh Jackman, Scarlett Johansson és Ian McShane látható.

## Cselekmény
|  | Alább a cselekmény részletei következnek! |

Joe Strombel, a szívbetegségben elhunyt angol újságíró a halál hajóján utazik. Egy másik halottól kap egy fülest arról, hogy Peter Lyman, a híres üzletember a tarotkártyás gyilkos. Strombel megszökik a hajóról, és szelleme megjelenik egy egyetemista újságírónak, az amerikai Sondra Pranskynak. A lány Sid Waterman bűvész előadásán vesz részt éppen, amikor Strombel megosztja vele információit, és arra biztatja, derítse ki az igazságot. 
Sondra ráveszi a bűvészt, segítsen neki, és egy uszodában megismerkedik a sármos Lymannel. Sondra eljátssza a medencében, hogy nem tud úszni. Lyman kimenti, majd őt és az édesapjaként bemutatott Watermant meghívja vidéki házukba. Sondra beleszeret a férfiba, aki elhívja a lakására is, ahol a lány talál egy pakli tarotkártyát. Lyman ezt később egy neki vásárolt ajándékként magyarázza ki. Nemsokára látják a férfit egy újabb gyilkosság helyszínén. A lány, Waterman biztatására, ír egy cikket, amelyben sorozatgyilkossággal vádolja meg Lymant. Ám a lapszerkesztő bizonyítékok hiányában eltanácsolja őt, ráadásul a rendőrség elfogta a valódi tettest. Sondra nem hisz a férfi bűnösségében, Waterman azonban nyomozni kezd, és kideríti, az utolsó áldozat kapcsolatban állt Lymannel. 
Sondra és Lyman közben a férfi vidéki birtokára utazik, ahol a lány bevallja, mivel vádolta korábban Lymant. A férfi nem haragszik, de amikor lehallgatja Waterman és Sondra telefonbeszélgetését az utolsó gyilkosságról, elhatározza, végez a lánnyal és a bűvésszel. Sondrával kicsónakáznak a tóra, ahol Lyman beismeri, megölte az őt zsaroló prostituáltat, és a gyilkosságot megpróbálta a tarotkártyás elkövetőre kenni. Kilöki a lányt a csónakból, majd felhívja a rendőrséget, bejelenteni Sondra halálát. Miközben a rendőrök kihallgatják Lymant, megérkezik a lány, aki – a brooklyni úszócsapat vezetőjeként – kiválóan úszik, és elmondja az igazságot. 
Cikkének nagy sikere lesz. Watermant utoljára a halál hajóján látjuk, mert autóbalesetben meghalt, miközben a lány segítségére sietett. A bűvész kedélyesen társalog a többi elhunyttal.
|  | Itt a vége a cselekmény részletezésének! |

## Szereplők
| Szerep         | Színész            | Magyar hang     |
| -------------- | ------------------ | --------------- |
| Sid Waterman   | Woody Allen        | Szombathy Gyula |
| Sondra Pransky | Scarlett Johansson | Haumann Petra   |
| Peter Lyman    | Hugh Jackman       | Dányi Krisztián |
| Joe Strombel   | Ian McShane        | Végvári Tamás   |
| Mr. Malcolm    | Charles Dance      | Perlaki István  |
| Vivian         | Romola Garai       | Csondor Kata    |
| Mike Tinsley   | Kevin R. McNally   | Bicskey Lukács  |
| Lord Lyman     | Julian Glover      | Tolnai Miklós   |